# Ocularia protati
Ocularia protati là một loài bọ cánh cứng trong họ Cerambycidae.